# Joue pas
Singles de François Feldman et Joniece Jamison
Le Mal de toi
(1988) Les Valses de Vienne
(1989)
Pistes de Une présence
Longue nuit
(10)
Joue pas est une chanson écrite, composée et interprétée par François Feldman en duo avec la chanteuse américaine Joniece Jamison, parue sur son album Une présence de 1989. Elle sort en tant que premier single de l'album le 15 juillet 1989 et rencontre le succès, se classant 2e du Top 50 et devenant une chanson populaire au fil des années.

## Composition et historique
Écrite et composée par François Feldman et Thierry Durbet, Joue pas a des sonorités funk et commence brièvement par un riff de guitare. C'est le premier duo de Feldman dans sa carrière, suivi de deux autres avec Joniece Jamison, J'ai peur, sorti en single en 1991, et Love platonique en 1996.
La chanson a été incluse sur les quatre compilations de Feldman, Master Série (1994), dans une version longue, Two Feldman (1996), Best Feldman (1998) et Gold (2008). Joue pas a également été interprété en public lors d'un concert de François Feldman au palais omnisports de Paris-Bercy en 1991, cette version a été incluse sur l'album live Feldman à Bercy (1992).

## Réception

### Accueil critique
Dans une critique du magazine paneuropéen Music & Media, Joue pas est considéré comme « une chanson pop commerciale, profitant d'un rythme de danse rebondissant. La voix de Jamison a une sensation definitive de R&B », ainsi qu'« un duo exceptionnel dans la tradition des chansons d'amour romantiques et touchantes ».
Joue pas a également été « très bien accueilli par le public ».

### Accueil commercial
En France, le 45 tours est entré en 47e position dans le Top 50 le 15 juillet 1989, monte rapidement et entre finalement dans le top dix dans sa quatrième semaine. Elle atteint la 2e position pendant cinq semaines non consécutives, mais ne délogera pas le succès Lambada de Kaoma qui était au sommet du Top 50 à ce moment. La chanson a par la suite chuté et totalise finalement 22 semaines dans le hit-parade français. Dans le hitparade paneuropéen European Hot 100 Singles, il a débuté à la 71e place le 12 août 1989 et a atteint la 12e place sept semaines plus tard.
En Allemagne, le titre entre à la 80e place le 26 février 1990 et atteint la 46e place trois semaines plus tard et reste finalement dans le classement pendant quinze semaines. Joue pas est la seule chanson de Feldman à se classer dans le hit-parade allemand.

## Liste des titres
France 45 tours (1989)
| No | Titre                   | Paroles          | Musique          | Durée |
| -- | ----------------------- | ---------------- | ---------------- | ----- |
| 1. | Joue pas                | François Feldman | François Feldman | 4:02  |
| 2. | Joue pas (instrumental) |                  | François Feldman | 4:00  |

 France maxi 45 tours (1989)
| No | Titre                   | Paroles          | Musique          | Durée |
| -- | ----------------------- | ---------------- | ---------------- | ----- |
| 1. | Joue pas (maxi)         | François Feldman | François Feldman | 6:45  |
| 2. | Joue pas (instrumental) |                  | François Feldman | 6:10  |

 France CD maxi (1989)
| No | Titre                   | Paroles           | Musique          | Durée |
| -- | ----------------------- | ----------------- | ---------------- | ----- |
| 1. | Joue pas                | François Feldman  | François Feldman | 4:02  |
| 2. | Joue pas (version maxi) | François Feldman  | François Feldman | 6:45  |
| 3. | Vivre, vivre            | Jean-Marie Moreau | François Feldman | 4:42  |
| 4. | Rien que pour toi       | Jean-Marie Moreau | François Feldma  | 4:45  |

## Classements et certifications
| Classement (1989-1990)           | Meilleure position |
| -------------------------------- | ------------------ |
| Allemagne (GfK Entertainment)    | 46                 |
| Allemagne (Airplay Top 20)       | 12                 |
| Europe (European Hot 100)        | 12                 |
| Europe (European Airplay Top 50) | 15                 |
| France (SNEP)                    | 2                  |
| Québec (Palmarès francophone)    | 20                 |

| Classement (1989)         | Position |
| ------------------------- | -------- |
| Europe (European Hot 100) | 53       |
| France (SNEP)             | 10       |

| Pays          | Certification | Date | Ventes certifiées | Ventes totales |
| ------------- | ------------- | ---- | ----------------- | -------------- |
| France (SNEP) | Or            | 1989 | 400 000           | 476 000        |

## Postérité et reprises
La chanson a été incluse dans de nombreuses compilations françaises publiées dans les années 1990 et 2000, telles que Les Années Tubes spéciales 80, Tubes d'un jour, tubes de toujours : spécial années 80, Nostalgie Classiques 80 et La Discothèque du XXe siècle - 1989. Elle est également présente dans les compilations de François Feldman, Two Feldman et Gold.
Joue pas a été reprise en 2000 par Karen Mulder, Roch Voisine et Ophélie Winter sur l'album Les Enfoirés en 2000 des Enfoirés. Elle a également été reprise en 2002 par Houcine et Anne-Laure Sibon, deux concurrents de Star Academy 2, sur l'album Fait sa boum. En 2008, Le DJ français Soma Riba, qui a repris de nombreuses chansons des années 1980, a fait sa propre version de la chanson et l’a enregistrée en tant que duo avec Joniece Jamison.